# Schlabendorfer Bergbaufolgelandschaft - Lichtenauer See
Schlabendorfer Bergbaufolgelandschaft - Lichtenauer See este o arie protejată (arie specială de conservare — SAC, sit de importanță comunitară — SCI) din Germania întinsă pe o suprafață de 466,62 ha, integral pe uscat.

## Localizare
Centrul sitului Schlabendorfer Bergbaufolgelandschaft - Lichtenauer See este situat la coordonatele 51°49′39″N 13°53′31″E / 51.8275°N 13.8919°E.

## Înființare
Situl Schlabendorfer Bergbaufolgelandschaft - Lichtenauer See a fost declarat sit de importanță comunitară în septembrie 2000 pentru a proteja 2 specii de animale. Situl a fost protejat și ca arie specială de conservare în ianuarie 1997.

## Biodiversitate
Situată în ecoregiunea continentală, aria protejată conține 4 habitate naturale: Vegetație psamofilă uscată cu pășuni deschise de Corynephorus și Agrostis, Ape stătătoare oligotrofe până la mezotrofe, cu vegetație de Littorelletea uniflorae și/sau de Isoëto-Nanojuncetea, Pajiști uscate europene, Pajiști calcaroase din nisipuri xerice.
La baza desemnării sitului se află mai multe specii protejate:
- amfibieni (1): buhai de baltă cu burta roșie (Bombina bombina)
- nevertebrate (1): libelule (Leucorrhinia pectoralis)

Pe lângă speciile protejate, pe teritoriul sitului au mai fost identificate 6 specii de plante.